# Transformatorhuisje (Groningen, Nieuwe Ebbingestraat)
Het transformatorhuisje in Groningen aan de Nieuwe Ebbingestraat is in 1925 gebouwd. Het Gemeentelijk Energiebedrijf gaf Gemeentewerken opdracht om ten noorden van het Noorderplantsoen dit electriciteitshuisje te realiseren. Hiervoor werd een ontwerp in Amsterdamse Schoolstijl van Siebe Jan Bouma tot uitvoering gebracht. Anno 2010 is het nog steeds voor het oorspronkelijke doel in gebruik. Opmerkelijk is de nagenoeg paraboolvormige kap. Het gebouw heeft de status van rijksmonument.